# 路易斯·加斯東 (奧爾良-布拉干薩)
路易斯·加斯東（葡萄牙語：Luiz Gastão，1938年6月6日—2022年7月15日），原名路易斯·加斯東·瑪利亞·若澤·皮奧·德·奧爾良-布拉干薩 是两个巴西皇位覬覦者之一，也是奧爾良-布拉干薩王朝瓦索拉斯分支的皇室家族首領。他是佩德罗·恩里克王子的長子，以及巴西皇帝佩德羅二世的玄孫。